# Borki (Pieniężno)
Borki (deutsch Marienhof) war ein Ort in der polnischen Woiwodschaft Ermland-Masuren. Seine Ortsstelle liegt im Gebiet der Stadt- und Landgemeinde Pieniężno (Mehlsack) im Powiat Braniewski (Kreis Braunsberg).

## Geographische Lage
Die Ortsstelle von Borki liegt im Nordwesten der Woiwodschaft Ermland-Masuren, 30 Kilometer südöstlich der Kreisstadt Braniewo (Braunsberg).

## Geschichte
Als Abbau Gronert gegründet wurde der kleine Ort ab 31. Oktober 1857  Marienhof genannt. Er bestand in seinem Kern aus einem mittelgroßen Hof und war bis 1945 ein Wohnplatz in der Gemeinde Borwalde (polnisch Borowiec) im ostpreußischen Kreis Braunsberg, Regierungsbezirk Königsberg. 34 Einwohner zählte Marienhof im Jahre 1905.
Im Zuge der Abtretung des gesamten südlichen Ostpreußen in Kriegsfolge an Polen erhielt Marienhof 1945 die polnische Namensform „Borki“. Über die Ortsgeschichte in den Nachkriegsjahren liegen keine Belege vor, der Name wurde später auch nicht mehr genannt. Vielleicht ist Borki im Nachbarort Borowiec aufgegangen. Er gilt jetzt als nicht mehr existent. Seine Ortsstelle liegt im Bereich der Gmina Pieniężno (Stadt- und Landgemeinde Mehlsack) im Powiat Braniewski (Kreis Braunsberg), von 1975 bis 1998 der Woiwodschaft Elbląg, seither der Woiwodschaft Ermland-Masuren zugehörig.

## Religion
Bis 1945 war Marienhof in die Stadt Pieniężno (Mehlsack) eingepfarrt: in die St.-Peter-und-Paul-Kirche im jetzigen römisch-katholischen Erzbistum Ermland sowie in die evangelische Pfarrkirche Mehlsack in der Kirchenprovinz Ostpreußen der Kirche der Altpreußischen Union.

## Verkehr
Die kaum noch wahrnehmbare Ortsstelle von Borki resp. Marienhof liegt an einem Landweg, der von Borowiec (Borwalde) dorthin führt. Vor 1945 war Heinrikau (polnisch Henrykowo) die nächste Bahnstation.